# 韶山古戏台
韶山古戏台，位于中国广东省湛江市雷州市附城镇韶山村，为湛江市雷州市的一个市级文物保护单位，类型为古建筑，公布时间为1999年9月15日。
韶山古戏台的历史年代为清代。